# Золотодевізний стандарт
Золотодевізний або золотовалютний стандарт — одна з форм організації грошового обігу за збереження золотого стандарту, при якій гроші повністю або ж частково пов'язані із золотом через забезпечення «девізами», тобто чужоземною валютою, розмінною на золото.
Перехід до золотодевізного стандарту відбувся через нестачу в багатьох країн золота і неможливість забезпечити пряміший зв'язок грошей із ним. Саме на золотовалютному стандарті ґрунтувалася Бреттон-Вудська система.